# Вулиця Грушевського (Калуш)
Вулиця Грушевського — є магістральною вулицею Калуша, оскільки сполучає центр міста з залізничним вокзалом.

## Розташування
Починається від перехрестя площі Героїв і вулиці Степана Бандери, а у своєму кінці утворює двопроменеве перехрестя з вулицями Долинською та Косоріса, з яких вул. Долинська є прямим продовженням вулиці Грушевського.
Прилучаються вулиці:

зліва:
- Міцкевича,
- Гната Мартинця,
- Гірника,
- Левицької-Басараб,
- Рубчака;

справа:
- Підвальна,
- Винниченка,
- Воликовича,
- Пекарська.

Вулиця є ділянкою Автошляху Р-84.

## Історія
Одна з найдавніших міських вулиць, що переходить в дорогу на Долину. Вона наявна на мапі Ф. фон Міга 1763—1787 рр. та на мапі Калуша 1809—1863 рр. Первісна її назва — Долинська. Після прокладення залізниці та відкриття станції Калуш в 1875 р. названа Залізничною, натомість подальші розгалуження отримали назви Долинська і Добрівлянська. На час польської окупації була перейменована на вулицю Словацького. В реєстрі вулиць Калуша 1939 року має № 64, знаходились будинки № 1365—1479. Радянською окупаційною владою 14.03.1947 вулицю Залізничну перейменовано на честь Михайла Калініна — совєтського функціонера. Після перших реальних виборів 1990 р., міська рада рішенням від 22 серпня 1990 р. назвала вулицю ім'ям Михайла Грушевського. 1991 р., на честь 125-ї річниці від дня народження М. Грушевського, на початку вулиці йому встановлено меморіальну таблицю.

## Сьогодення
Вулиця є практично монопольною у важливому напрямку — на Долину і Добровляни, що й зумовлює інтенсивність дорожнього руху. Також розміщення початку вулиці в центрі зумовлює інтенсивність пішохідного руху на цьому відтинку та насиченість його магазинами, офісами і кафе. Розміщення в центрі міста зумовило й наявність історичних будівель. Дальня частина вулиці підтоплюється.

## Церкви
Яскравою відмінністю цієї вулиці від інших є велика кількість церков. Вулицю можна було б назвати Церковною, якби в Калуші не було вже вулиці з такою назвою.

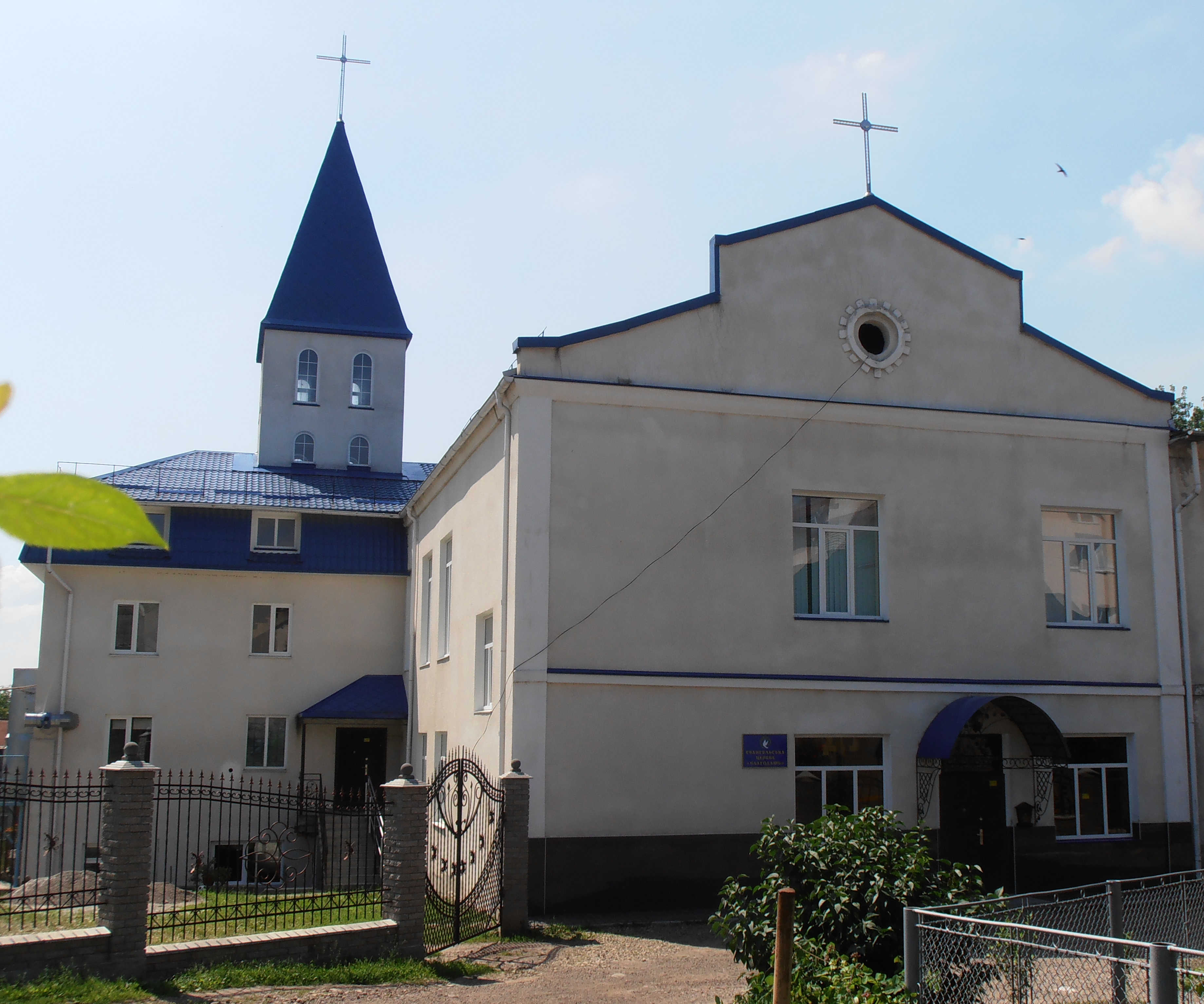
Євангельська церква Благодать. Грушевського, 25
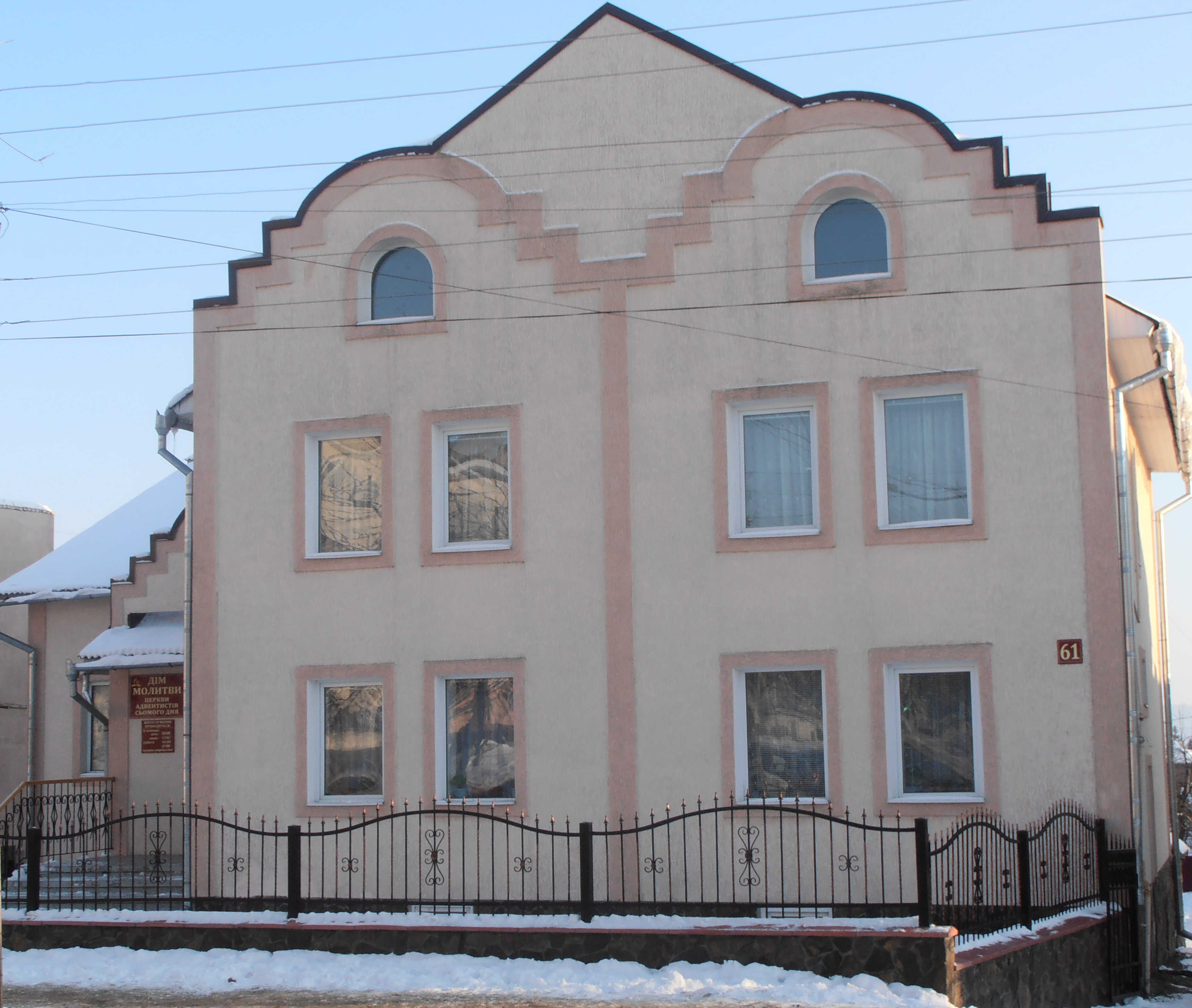
Дім молитви адвентистів сьомого дня. Грушевського, 61
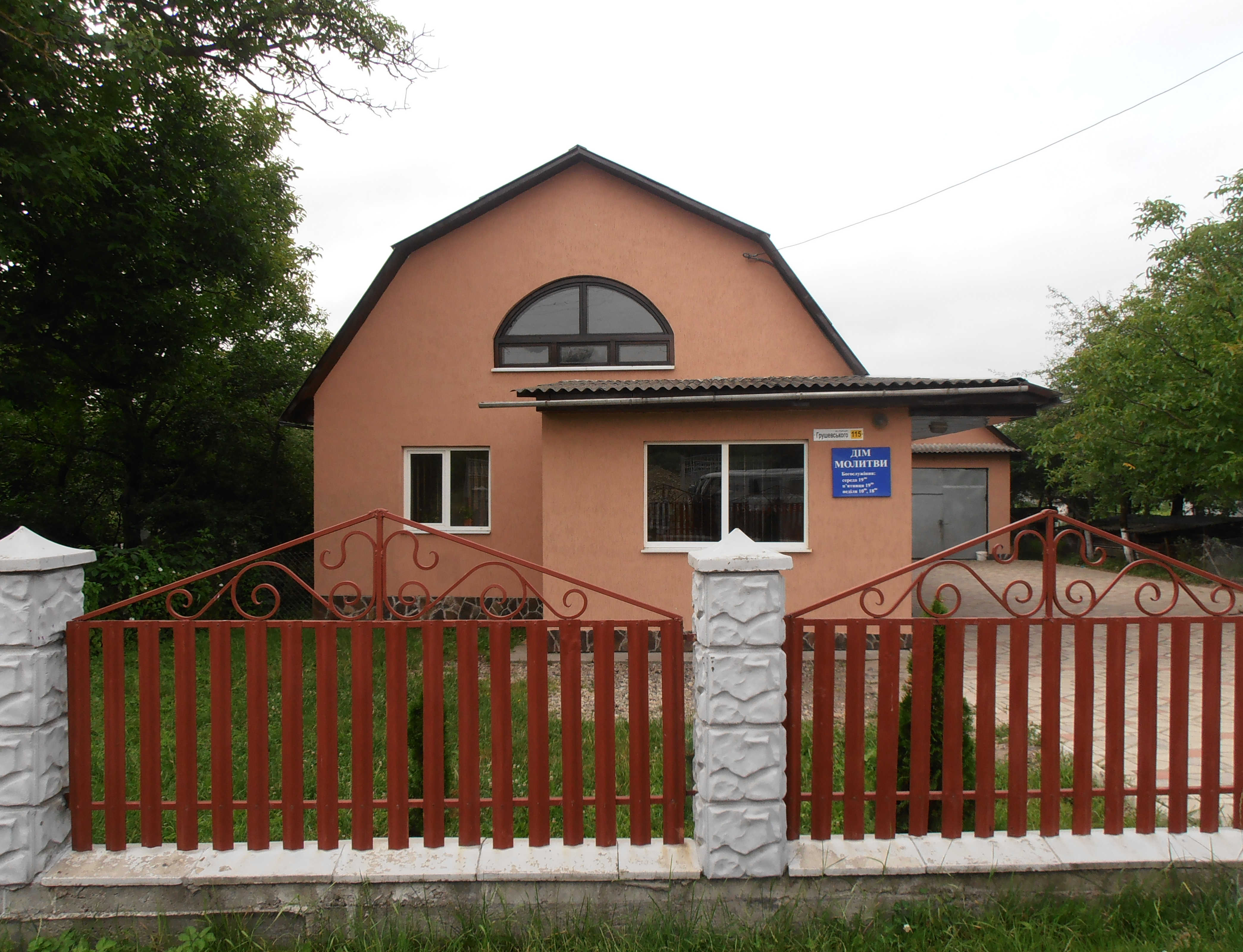
Дім молитви РЦЄХБ. Грушевського, 115
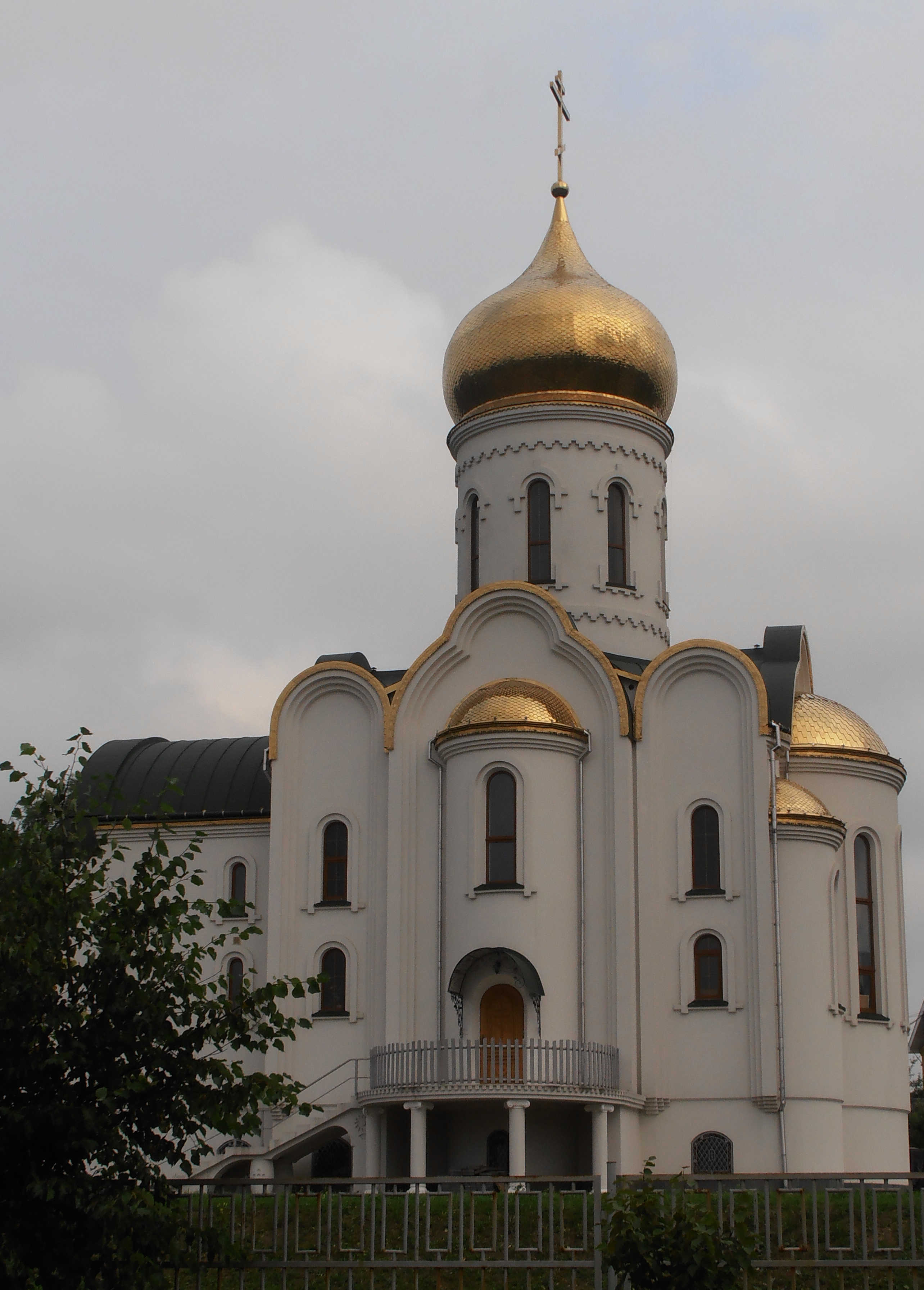
Свято-Миколаївський храм (УПЦ МП)
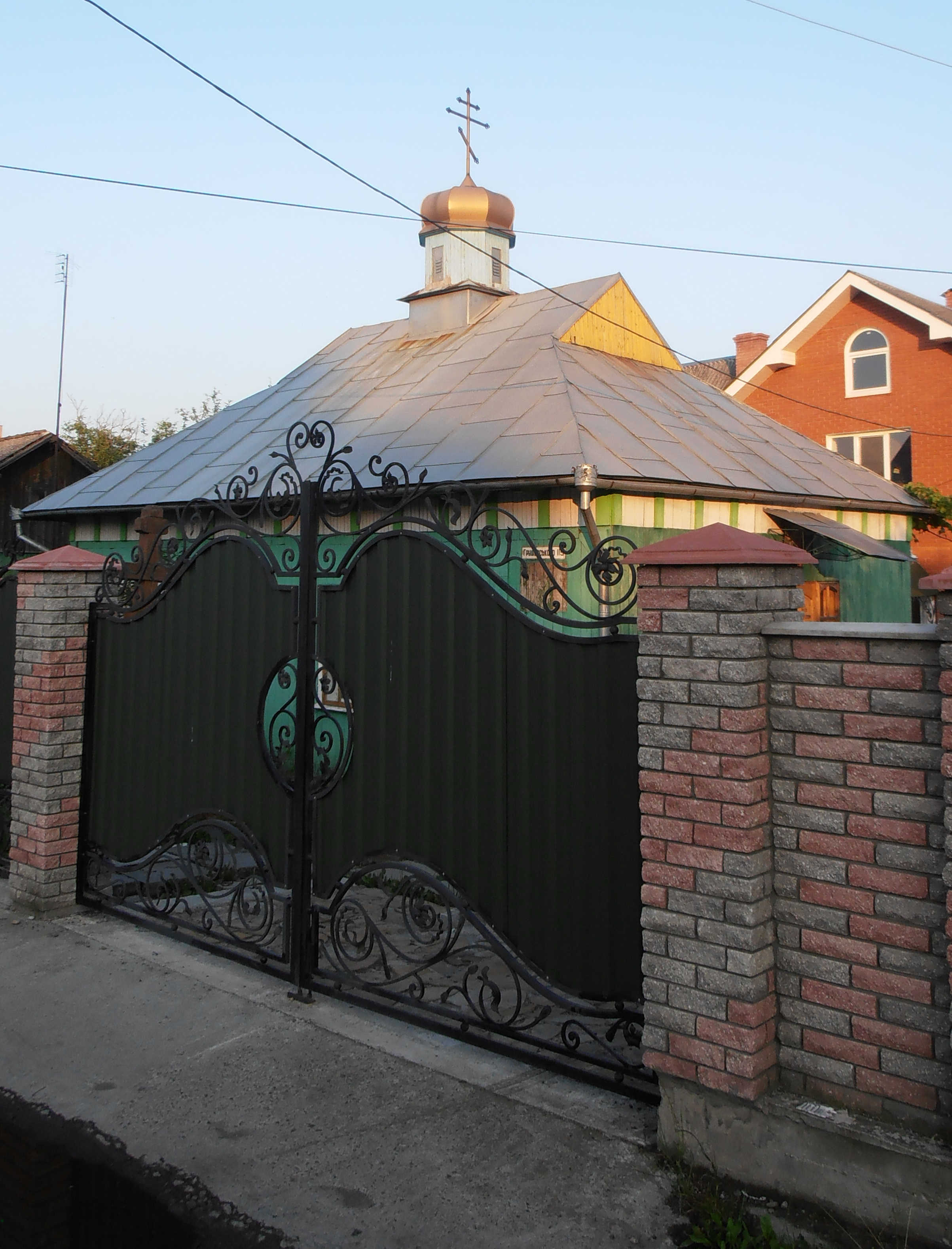
Стара церква (УПЦ МП). Грушевського, 119
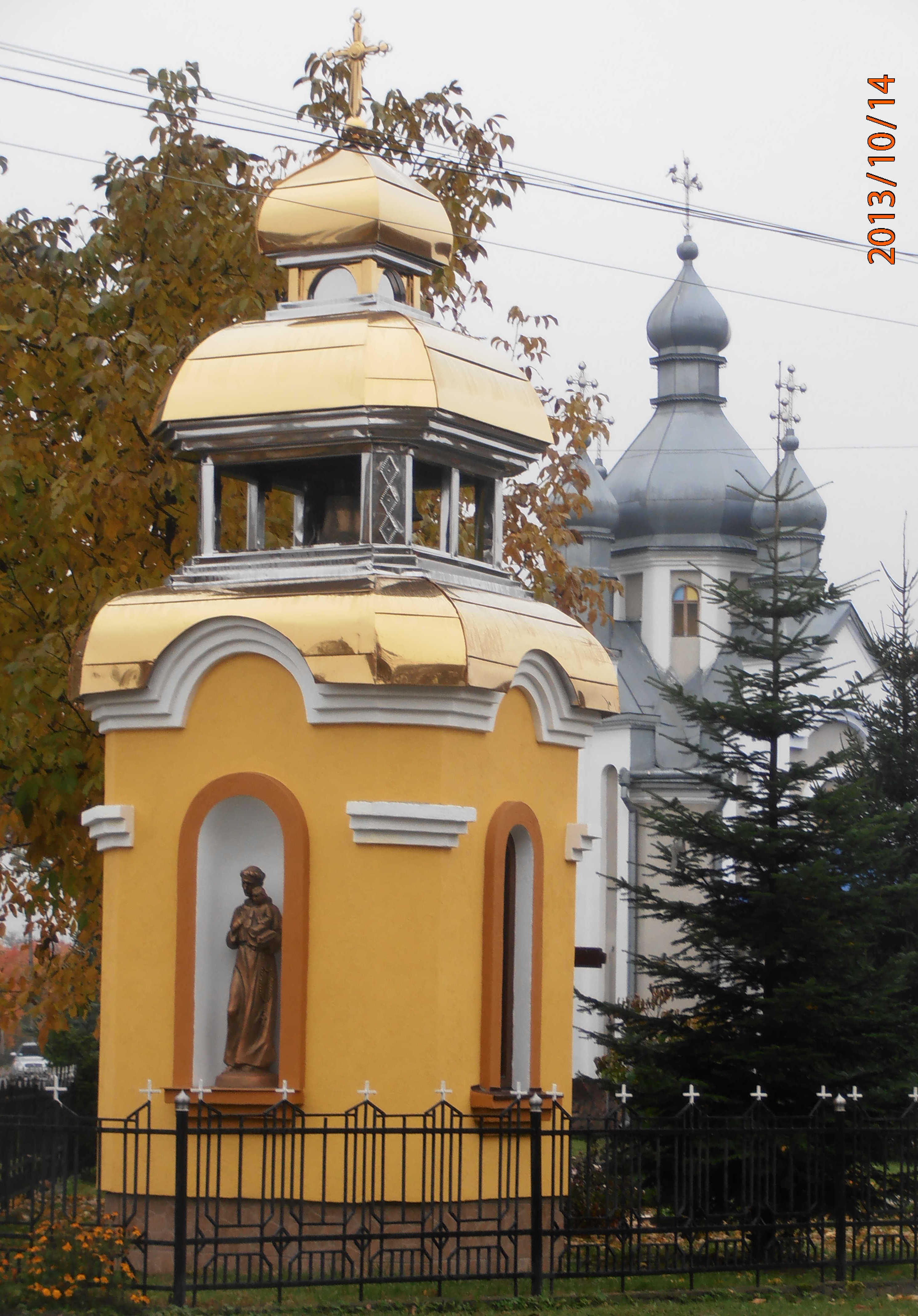
Греко-католицька каплиця наприкінці вулиці

## Галерея
Вулиця могла б називатися Стоматологічною, не лише через наявність на ній нинішньої стоматологічної поліклініки (№ 88) та приватних кабінетів (№ 62), але й через наявність колишньої стоматполіклініки (№ 93 — нині у ній міститься міська прокуратура) та першого в місті стоматкабінету (№ 54 — так звана Каса хорих, далі — тубдиспансер і станція швидкої допомоги, нині — ЖЕО № 1).

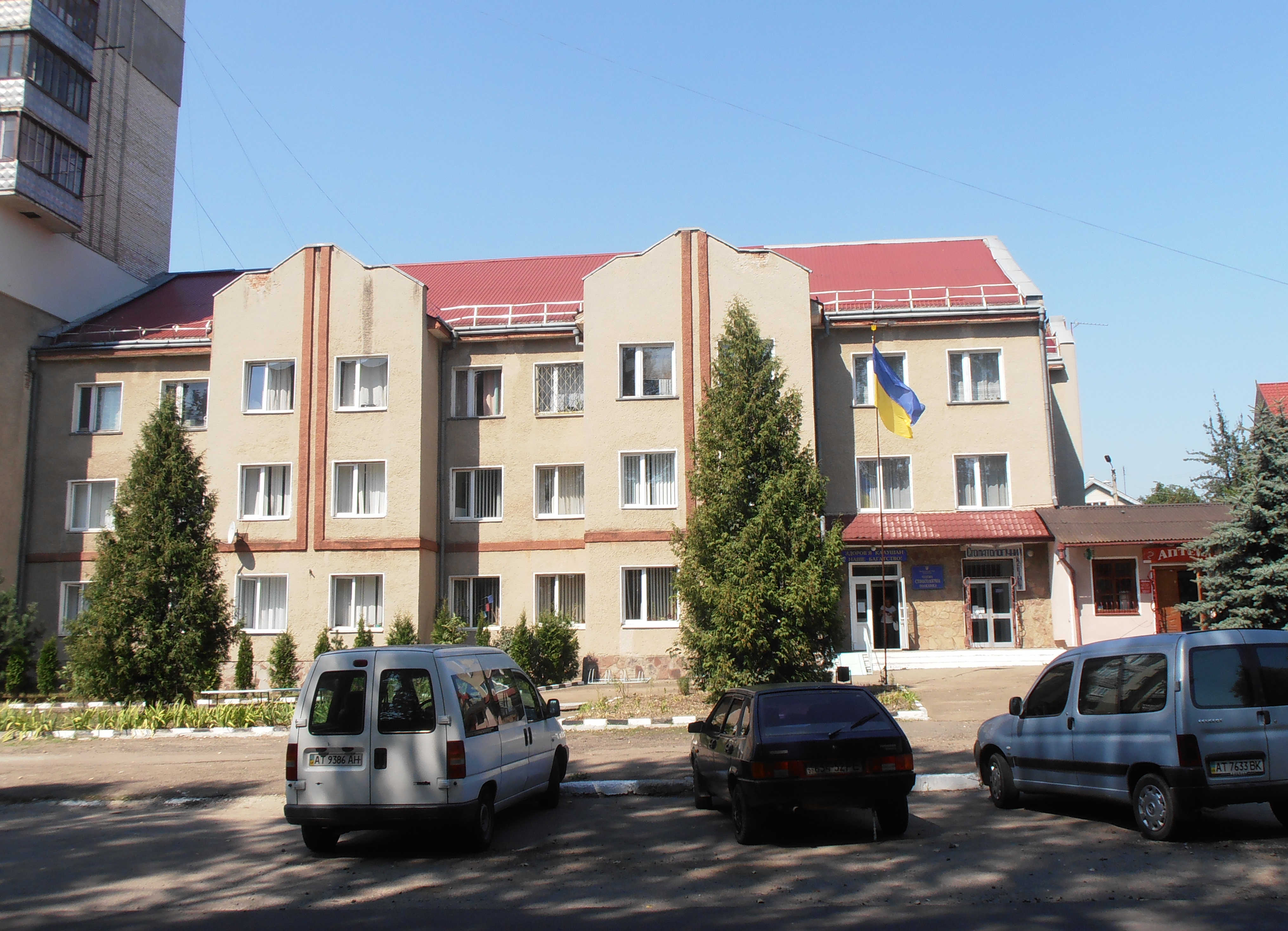
Стоматполіклініка
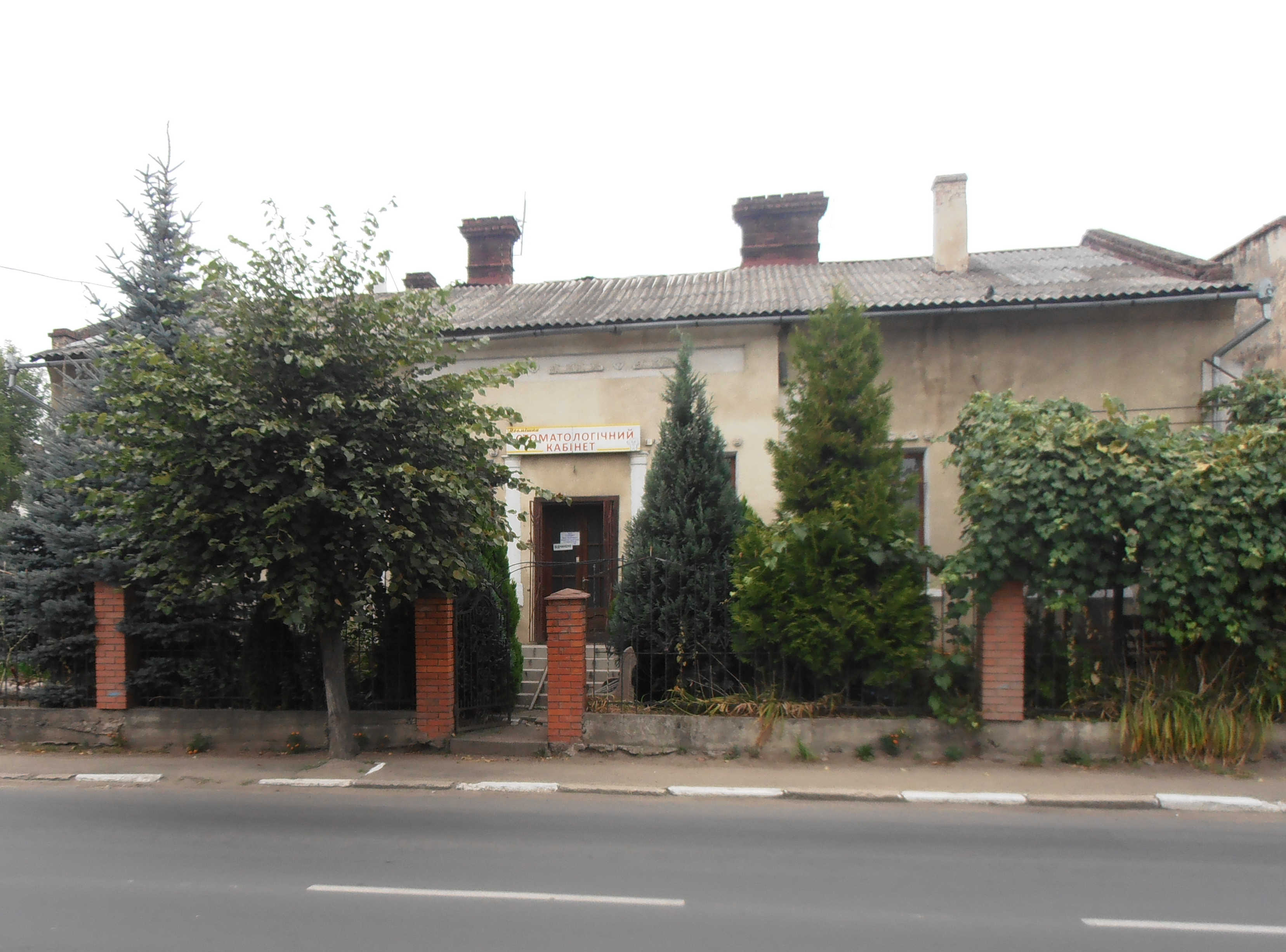
Стоматкабінет
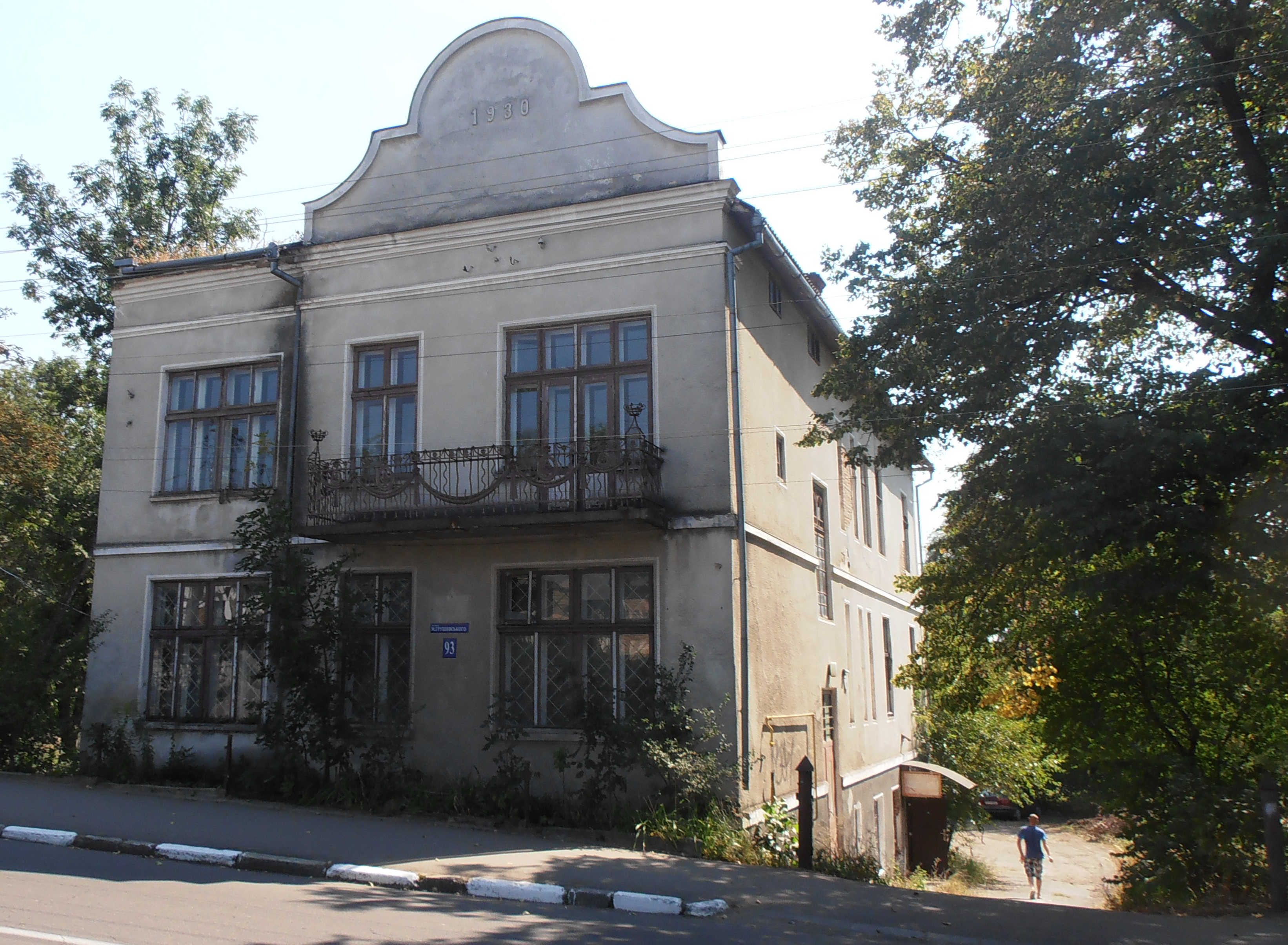
Прокуратура
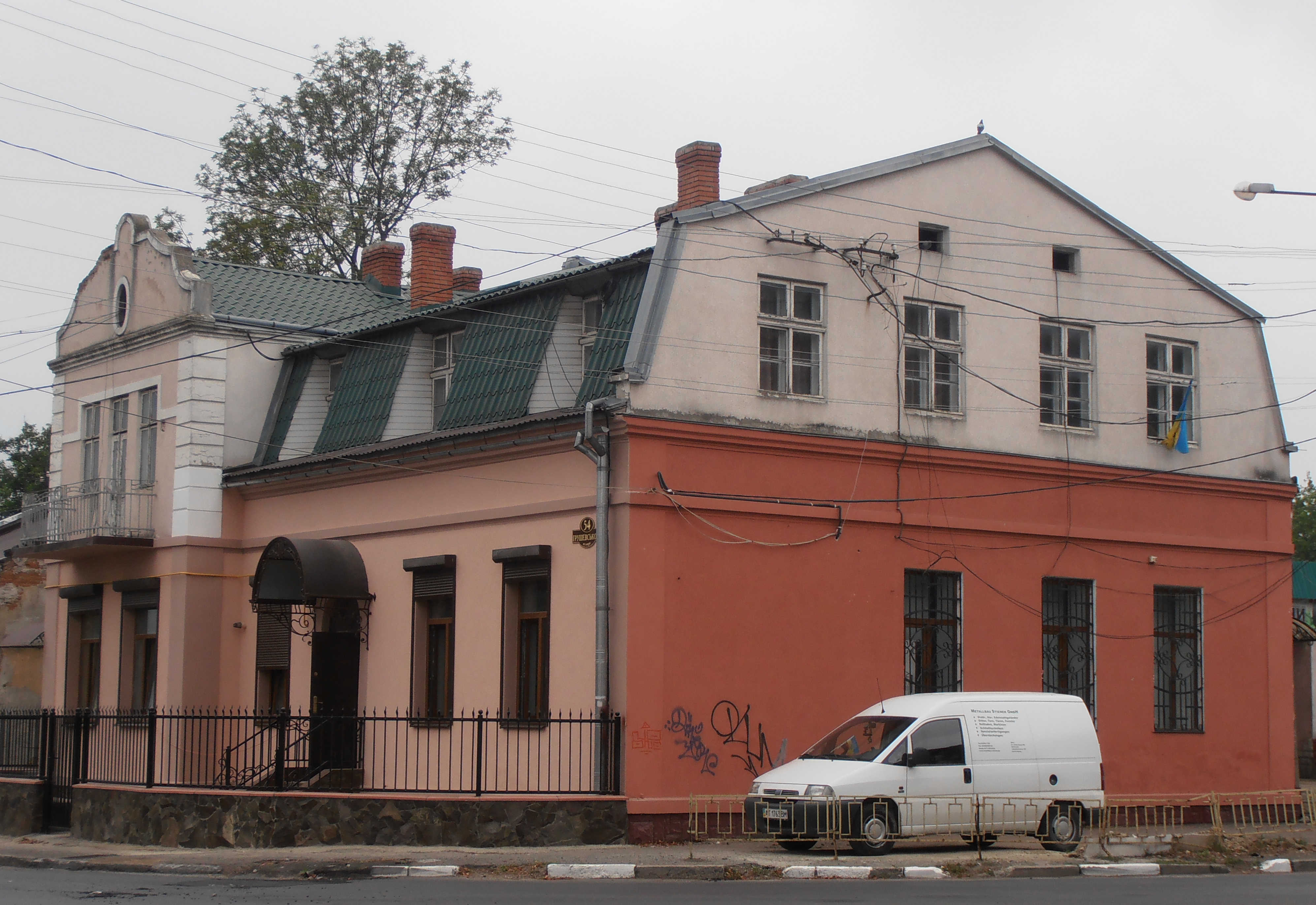
ЖЕО № 1
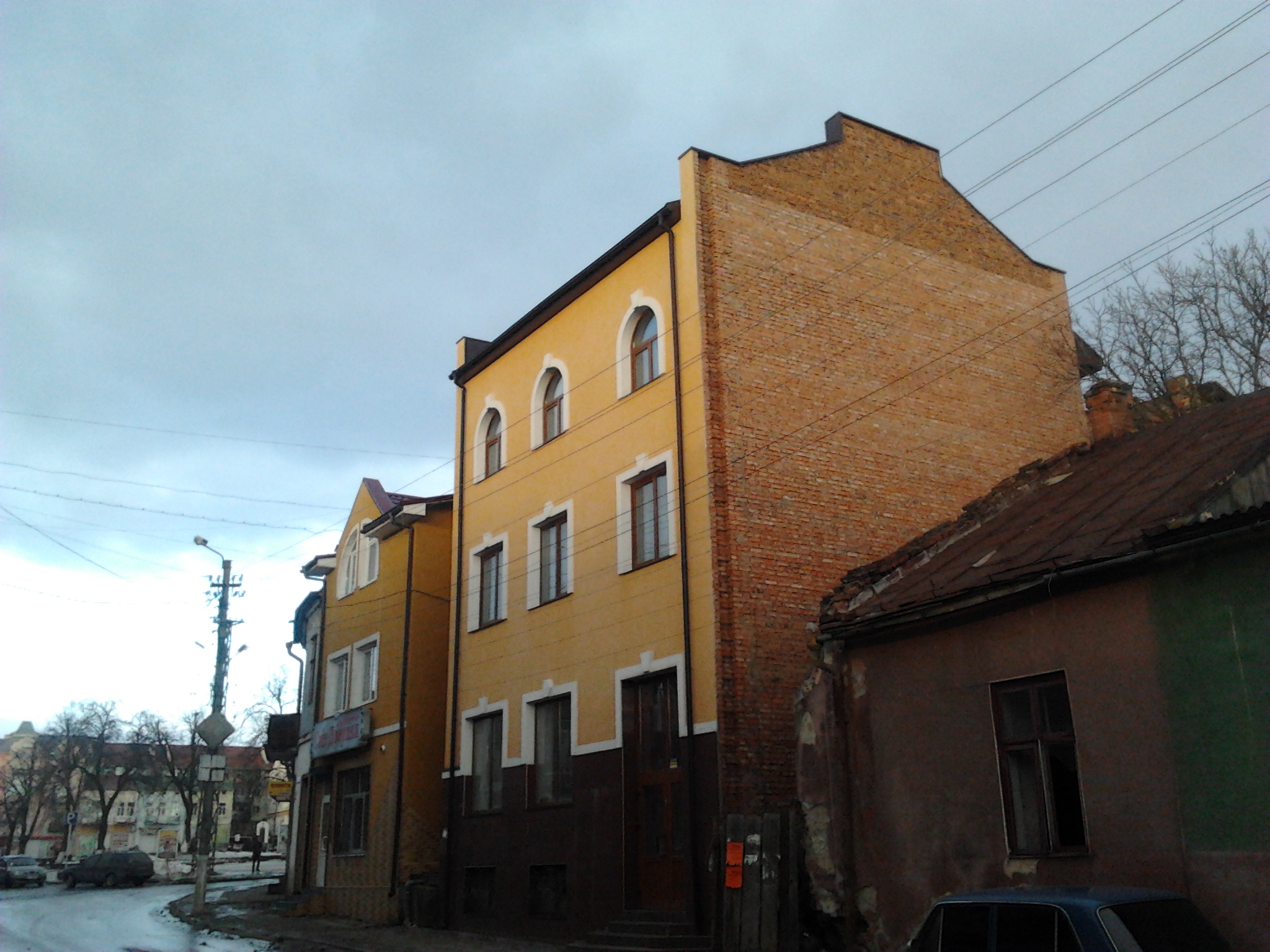
Новобудова на початку вулиці
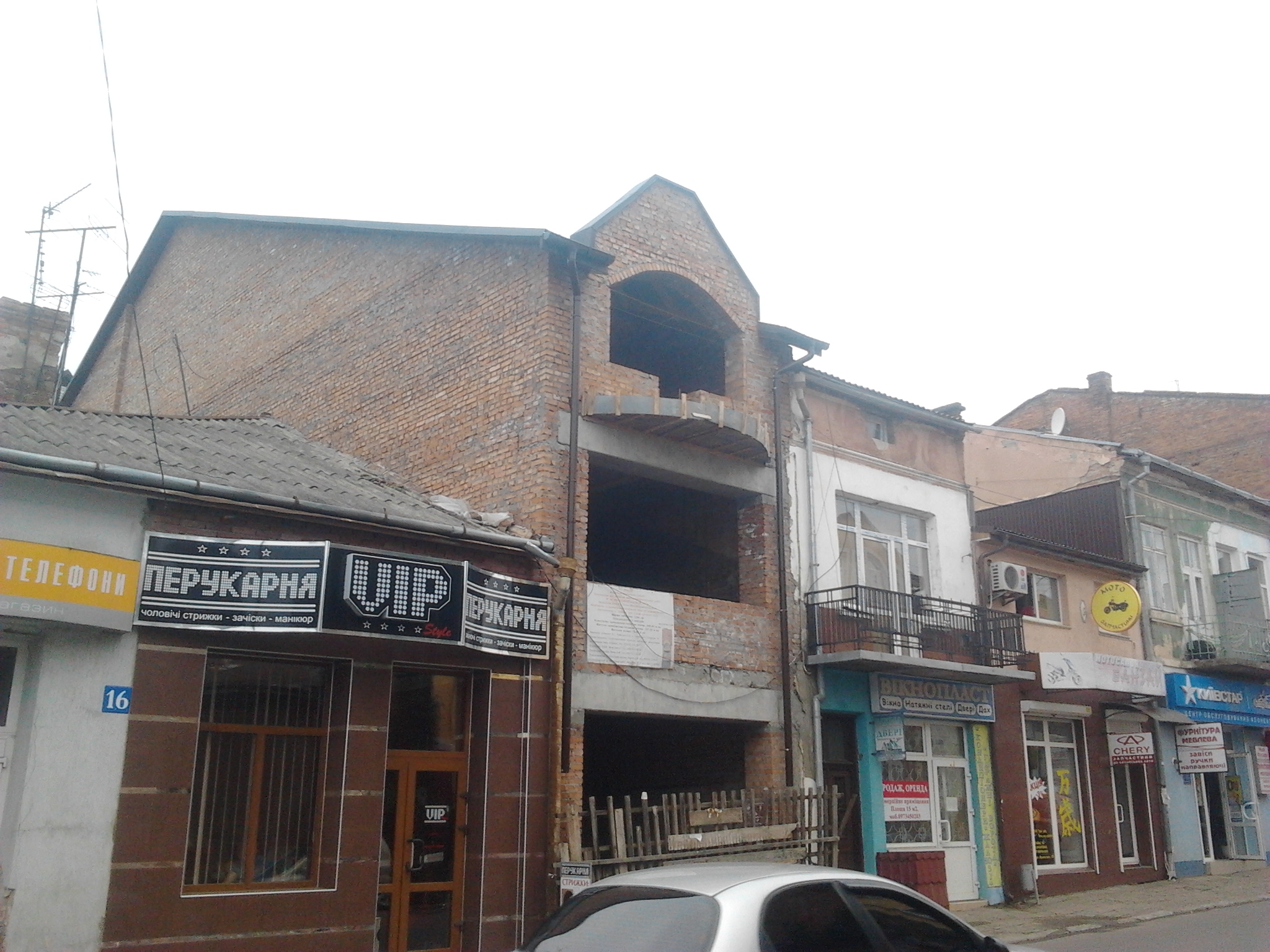
Житлова забудова на початку вулиці
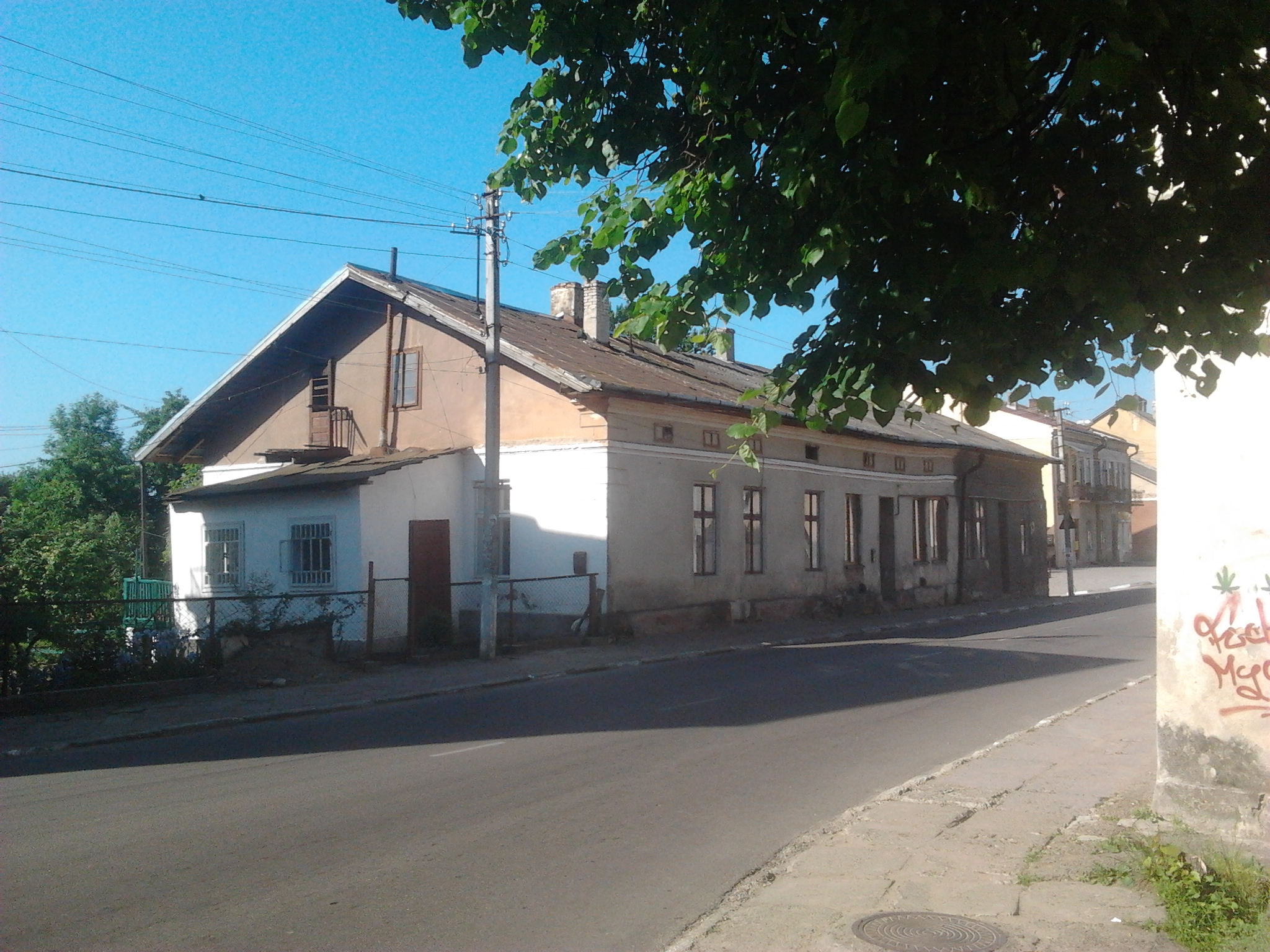
На повороті
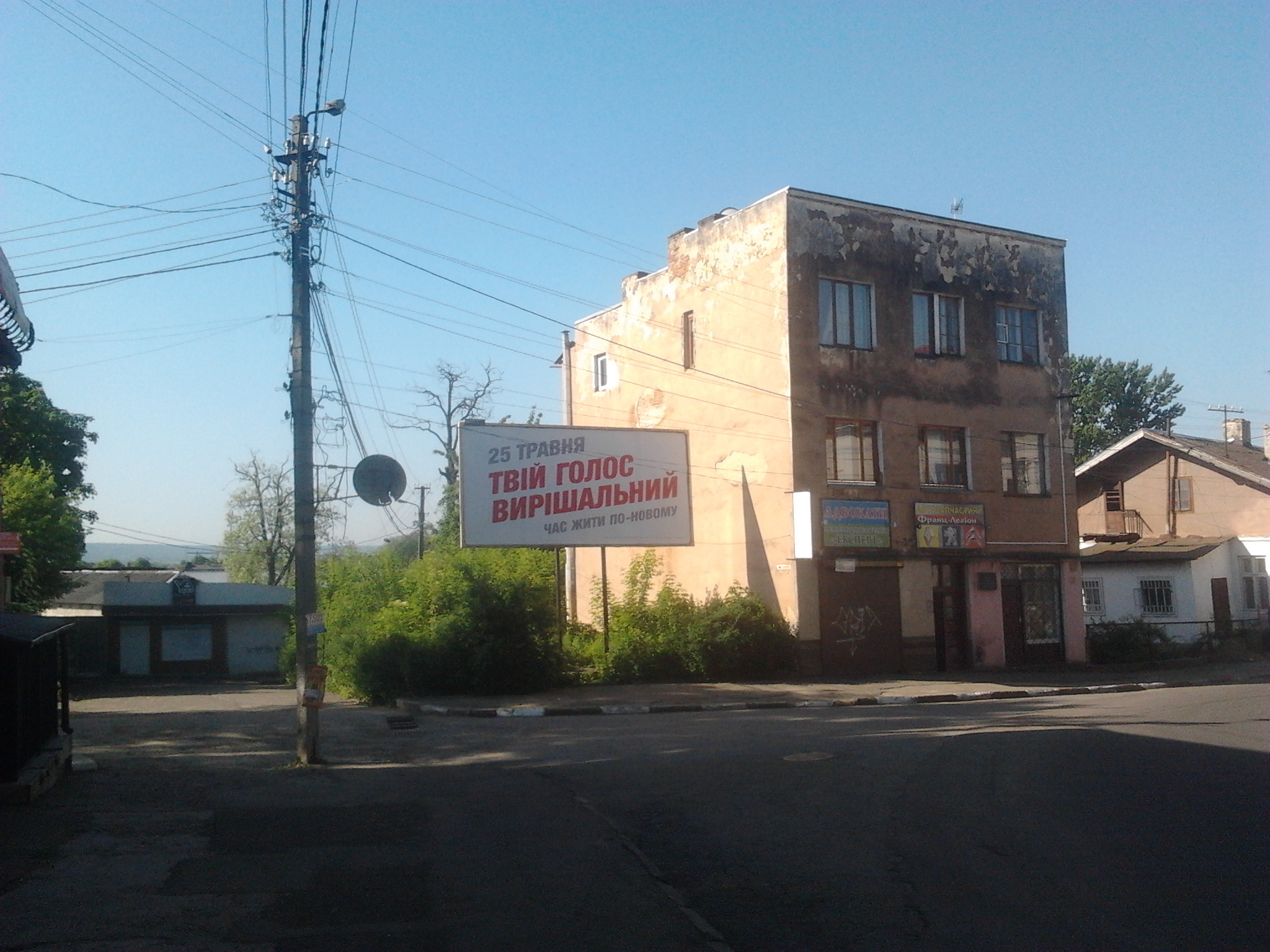
На повороті